# کولینس (آیووا)
کولینس (به انگلیسی: Collins) شهری در ایالت آیووا کشور ایالات متحده آمریکا است که جمعیت آن در سرشماری سال ۲۰۱۰ میلادی، ۴۹۵ نفر بوده‌است.